# Chatschkar

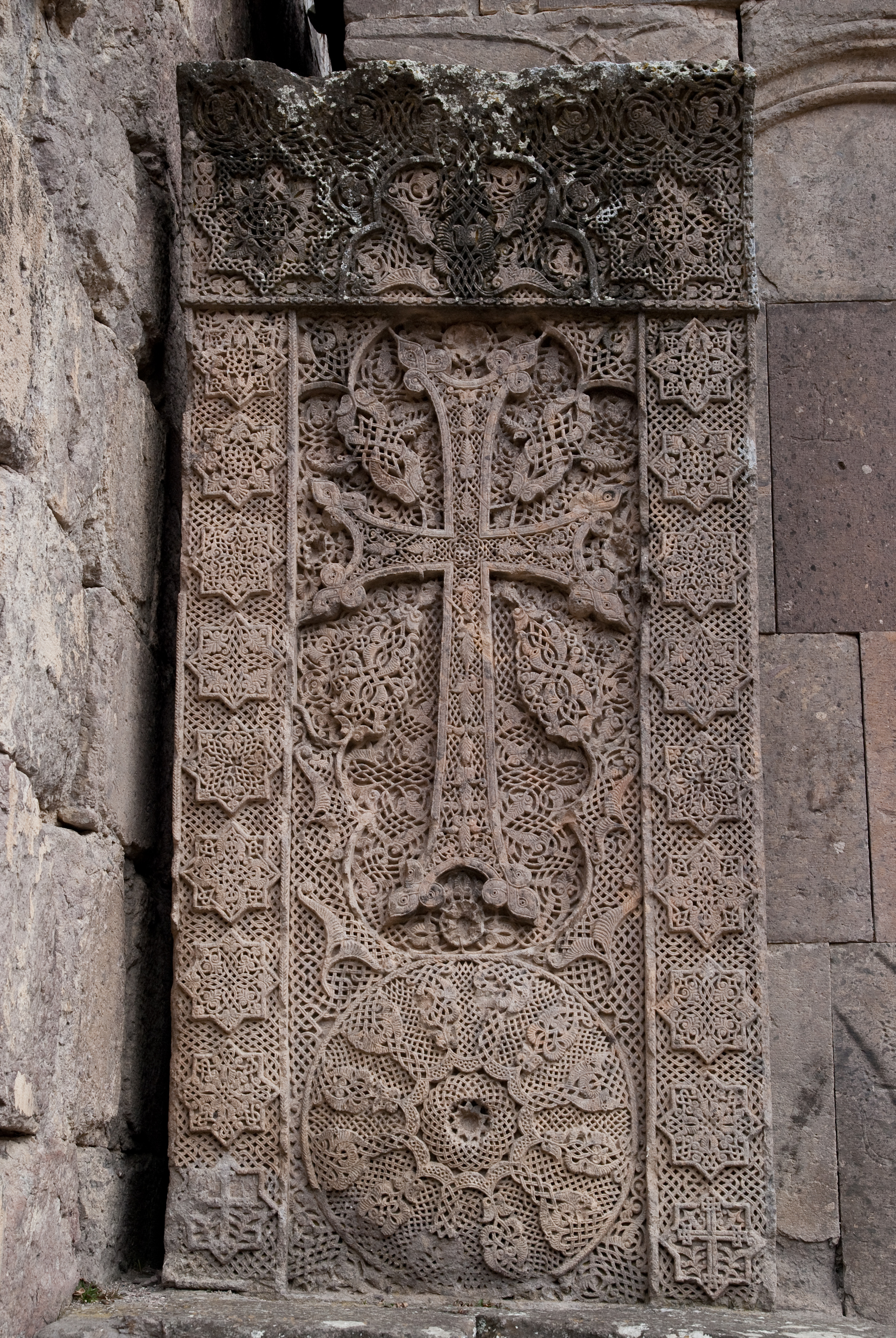
Chatschkar in Goschawank, gefertigt 1291 durch Phogos

Chatschkar (armenisch խաչքար, transliteriert Xač'k‘ar, „Kreuzstein“) ist in der Tradition der Armenischen Kirche ein kunstvoll behauener Gedächtnisstein mit einem Reliefkreuz in der Mitte, das von geometrischen und pflanzlichen Motiven umgeben ist. Die aufrecht stehenden, rechteckigen Steinplatten von bis zu drei Meter Höhe sind auf der Schauseite mit Flachreliefs verziert. Sie stellen eines der zentralen kulturellen Symbole der Armenier dar. 
Die ältesten Exemplare stammen aus dem 9. Jahrhundert, der gestalterische Höhepunkt der Chatschkare lag im 12./13. Jahrhundert. Anzutreffen sind sie bis Ende des 18. Jahrhunderts. Seit Ende des 20. Jahrhunderts werden erneut Chatschkare hergestellt.
2010 wurde Die Kunst der Kreuz-Stele, Symbolik und Handwerkskunst der Chatschkar von der UNESCO in die Repräsentative Liste des immateriellen Kulturerbes der Menschheit aufgenommen.

## Beschreibung
Ein Chatschkar ist eine Stele, ein Monolith mit eingravierten Kreuzen, Weintrauben, Palmetten, Tieren, Ranken und Schriftzeichen. 
Chatschkare sind Gedächtnis-Monumente und künstlerische Objekte. Im Mittelpunkt steht das Kreuz, der Rest ist vollständig mit feinem Flechtwerk, Palmetten, Ranken, Weintrauben, Tierformen, abstrakten Verknotungen und Rosetten überzogen und in der unteren Hälfte oft mit einer Sonnenscheibe geschmückt. Die Steine sind gewöhnlich vollständig bemustert. Gelegentlich wird der Stein von einem Gesims mit biblischen Themen oder Heiligenabbildungen bekrönt.
Die Steinplatten, bis zu drei Meter hoch, sind an der gesamten Vorderseite reliefiert und an der Rückseite entweder glatt oder mit Schrift versehen. Oben sind die jüngeren Chatschkare manchmal mit einer Art Krone abgeschlossen.

## Geschichte

### Entwicklung und Verbreitung
Die ersten Chatschkare im heutigen Sinne wurden im 9. Jahrhundert entwickelt, nachdem die armenischen Gebiete südlich des Kaukasus und in Anatolien sich von arabischer Vorherrschaft befreit hatten. Es begann eine kulturelle Blütezeit, in der auch eine Wiederbelebung des armenischen Baustils einsetzte. Die noch erhaltenen Chatschkare stammen vor allem aus der Zeit bis zum 13. Jahrhundert. Ihre Veränderungen während der Jahrzehnte und Jahrhunderte laufen parallel zu den stilistischen Veränderungen, die die armenische Architektur damals erlebte.
Grobförmige Proto-Chatschkare gab es in den armenischen Siedlungsgebieten schon früher. Steinsäulen, Menhire, Pfeiler, Obelisken aus vorchristlicher Zeit sind im Osten der heutigen Türkei gefunden worden. Der älteste typische Chatschkar, der uns bekannt ist, wurde 866 gefertigt. Er befindet sich im aserbaidschanischen Rayon Kəlbəcər im Dorf Vaghuhas, auf dem Friedhof der Kapelle Eghtsu Ktor (Եղցու կտոր). Der zweitälteste Chatschkar, der uns bekannt ist, wurde 876 gefertigt. Königin Katranide hat ihn in Garni errichten lassen. Sie war die Ehefrau von König Aschot I. Bagratuni.
Ab dem 10. Jahrhundert werden die Formenkompositionen der Chatschkare noch vielfältiger. Es war die Zeit, als die armenischen Städte in der heutigen Osttürkei, besonders Ahlat am Vansee, und im Kaukasus einen wirtschaftlichen und kulturellen Aufschwung erlebten. Es wurden viele Klöster gebaut. Architektur, Malerei, Bildhauerei wandten sich auf neue Weise religiösen und weltlichen Themen zu. Der Höhepunkt der Kunst des Chatschkar-Herstellung begann im 12. Jahrhundert. Armenische Bildhauer waren gelegentlich auch an den Bauten muslimischer Auftraggeber beschäftigt. So beeinflusste die Chatschkar-Ornamentik Dekorationsformen an der 1228/29 fertiggestellten Moschee von Divriği.
Die Invasion von Seldschuken und Mongolen behinderte die Entwicklung der armenischen Kunst. Die folgenden Jahrhunderte werden in der armenischen Geschichte allgemein als die „dunkle Zeit“ bezeichnet. Im 16. und 17. Jahrhundert wurde Armenien aufgeteilt, ein Teil fiel an das Osmanische Reich (heutige Osttürkei), ein anderer Teil fiel an Persien (heute Iran).
Die Tradition lebt insofern weiter, als man heute noch in einigen Gebieten in Jerewan Chatschkar-Bildhauer finden kann. Doch die Steinbildhauer haben nie wieder das künstlerische Niveau des Mittelalters erreicht. Heute gibt es ungefähr (noch) 40.000 Chatschkare. Die meisten stehen im Freien. Chatschkare, auf denen Spendenangaben notiert wurden, wurden in die Wände der Klöster eingebaut. Die folgenden drei Chatschkare gelten als die feinsten Beispiele dieser Kunstform:
- Der im Geghard-Kloster, gefertigt 1213 vermutlich durch die Meister Timot und Mechitar
- Der in Haghpat, gefertigt 1273 durch Vahram
- Ein Chatschkar in Goschawank, gefertigt 1291 durch Poghos

Einige wertvolle Exemplare wurden in das historische Museum in Jerewan und hinter die Kathedrale in Etschmiadsin gebracht. Die Monumente wurden von Wissenschaftlern in mehrere Gruppen eingeteilt. Dennoch ist jeder von ihnen individuell.

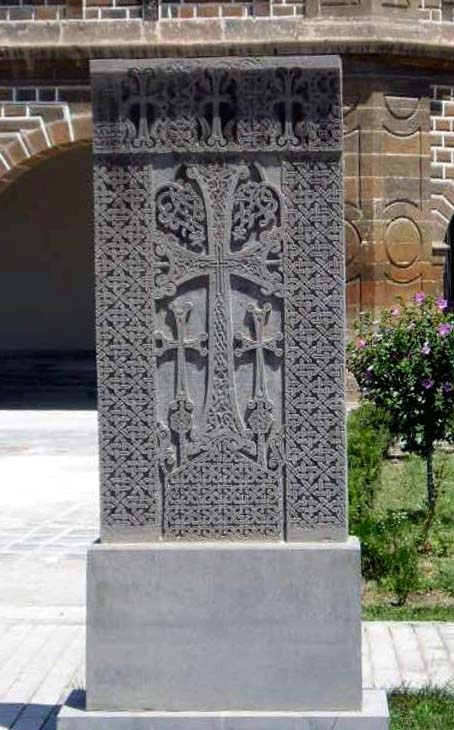
Chatschkar in Etschmiadsin
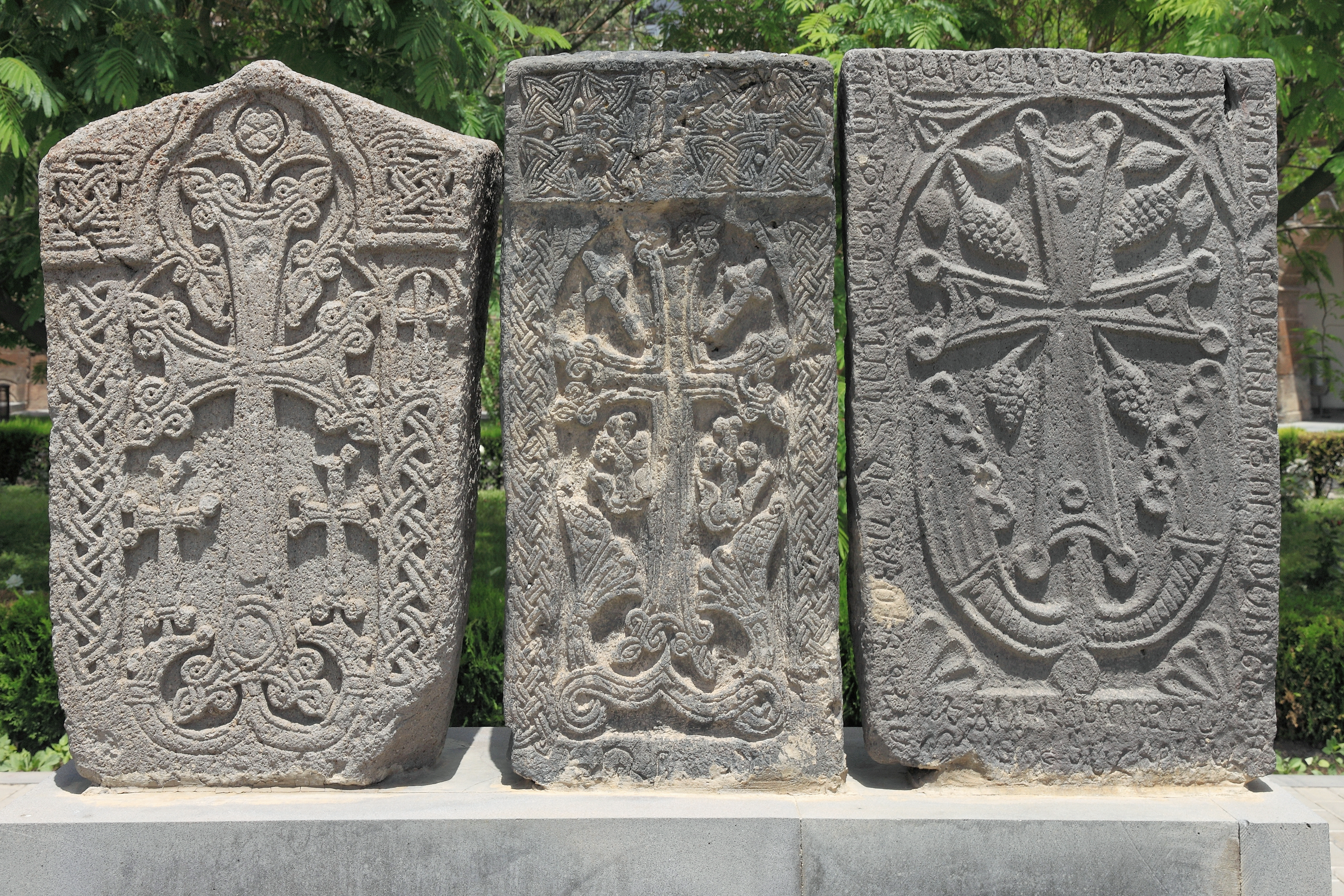
Chatschkare bei der Kathedrale von Etschmiadsin
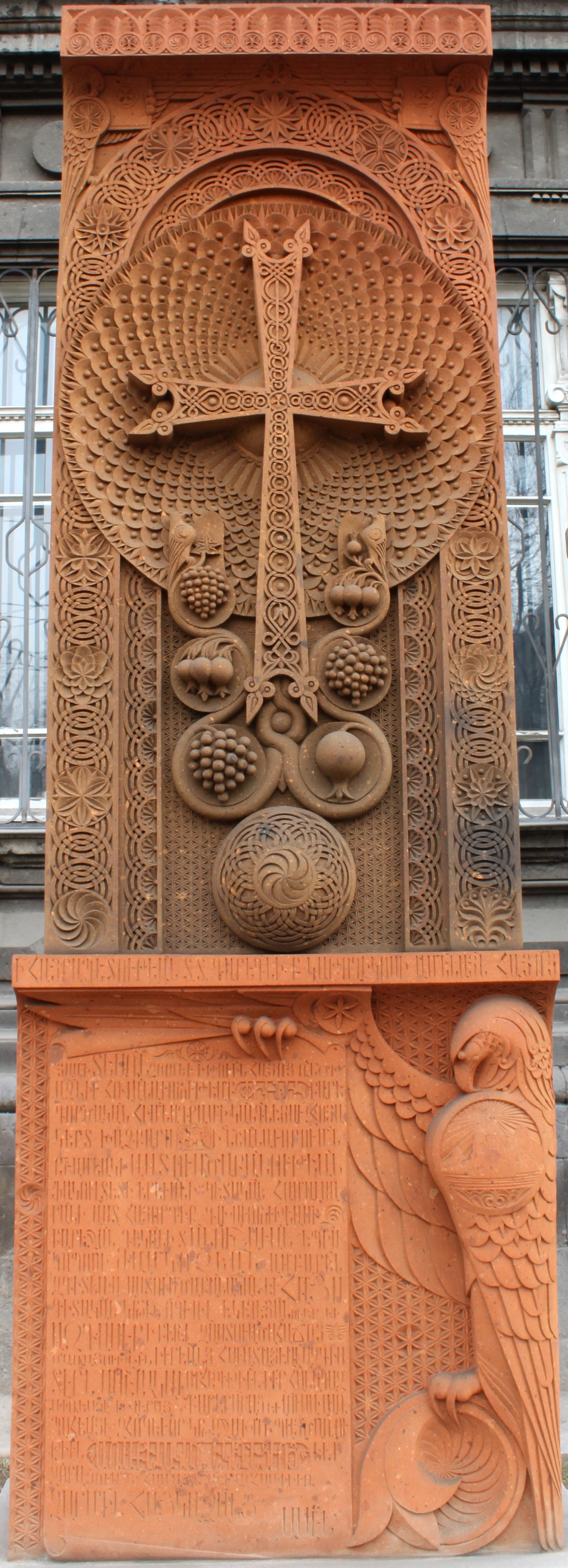
Chatschkar nahe der Universität von Jerewan
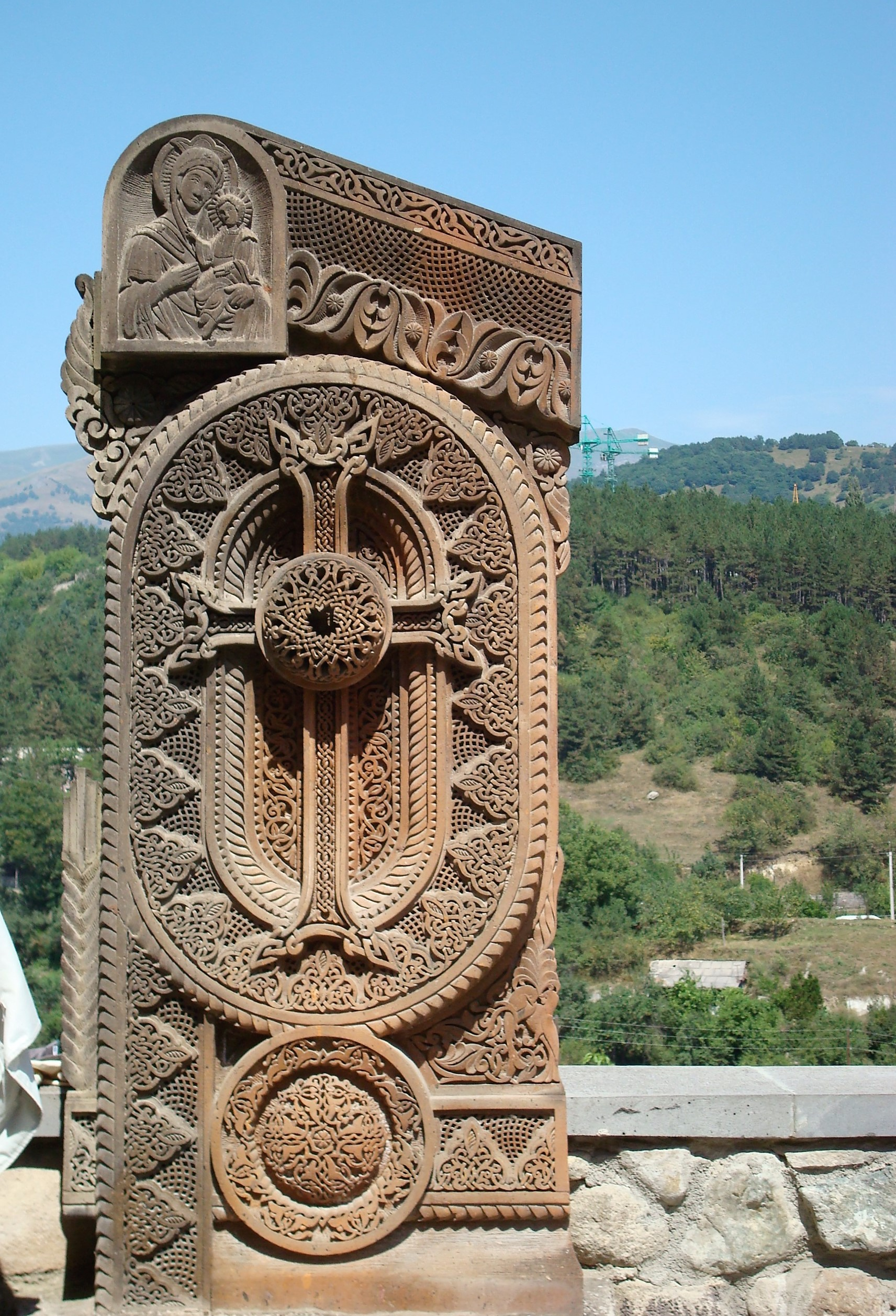
Fein gearbeiteter Chatschkar im Kloster Goschawank bei Dilidschan
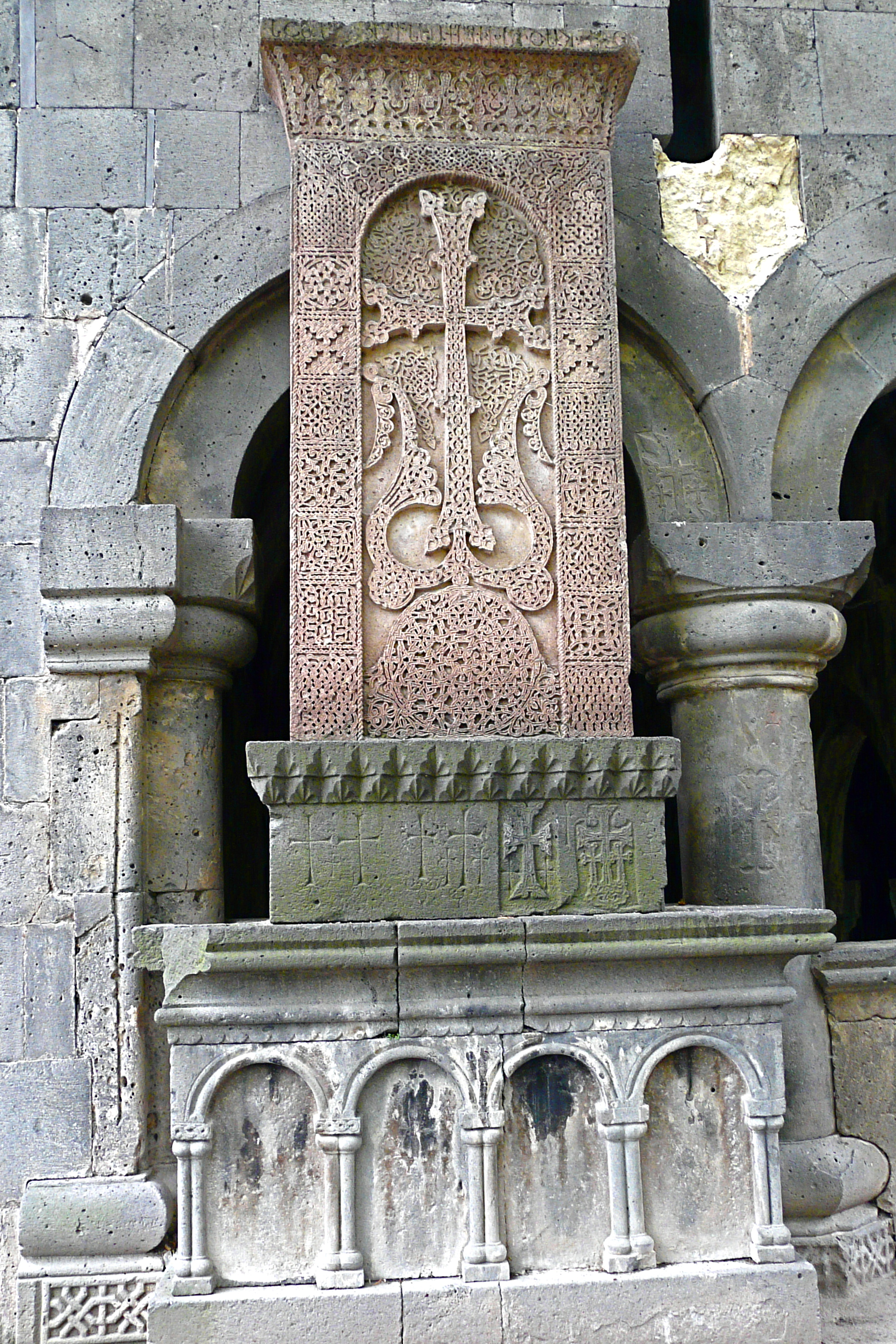
Chatschkar im Kloster Sanahin
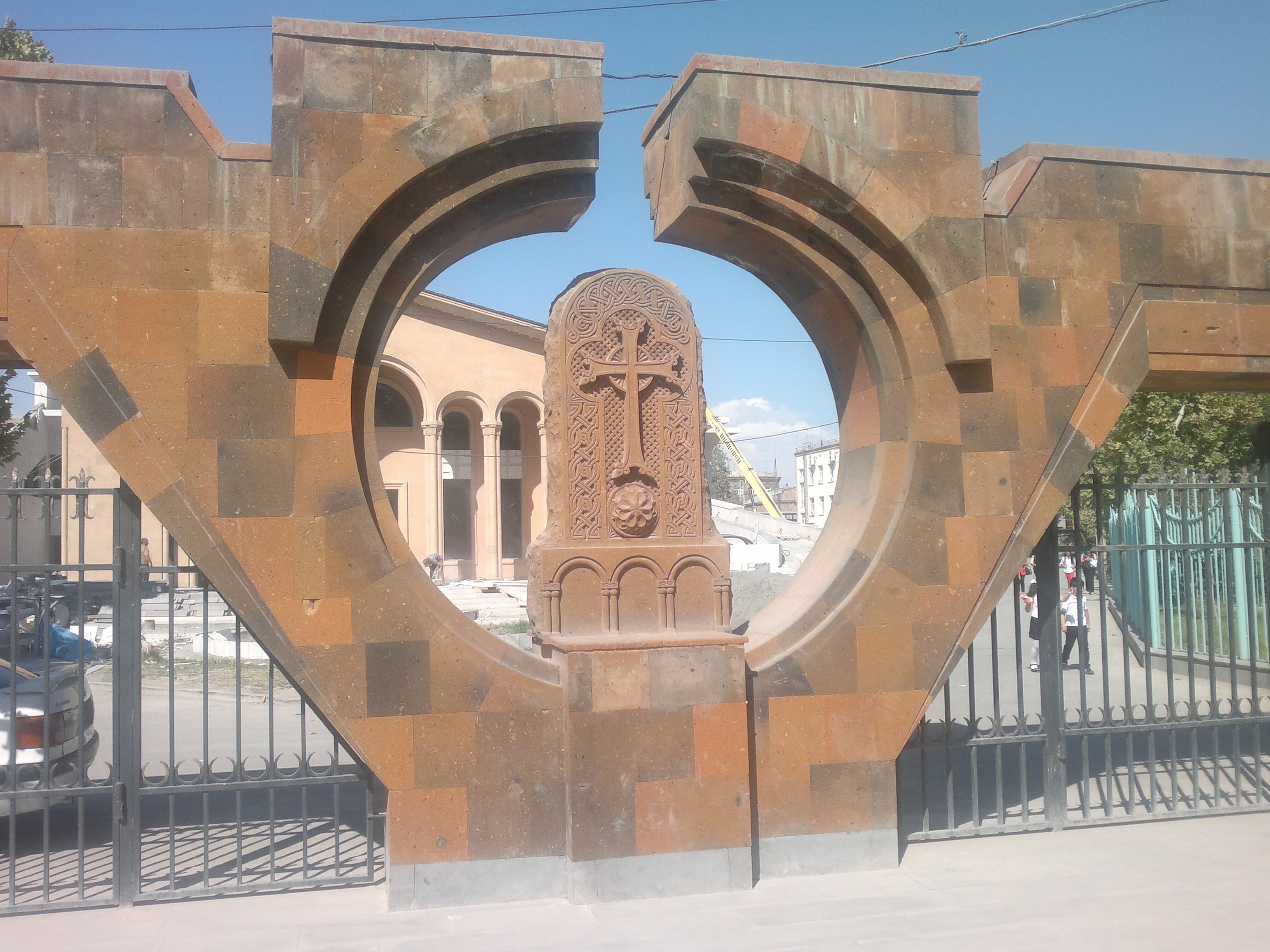
Chatschkar im Komitas Pantheon
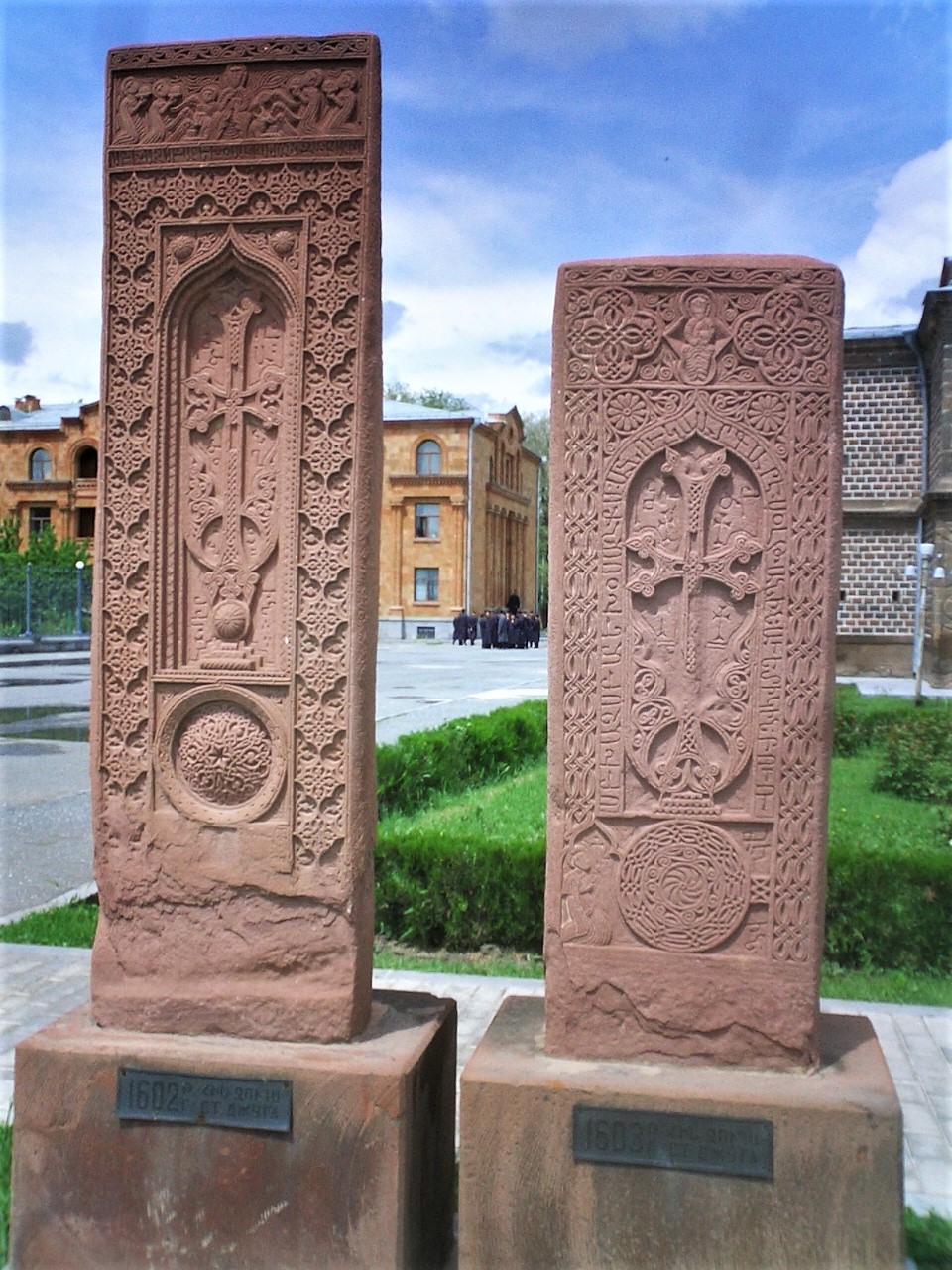
Zwei Chatschkare von 1602/03, die kurz vor der Zerstörung des armenischen Friedhofs in Culfa geborgen wurden und sich heute in Etschmiadsin befinden
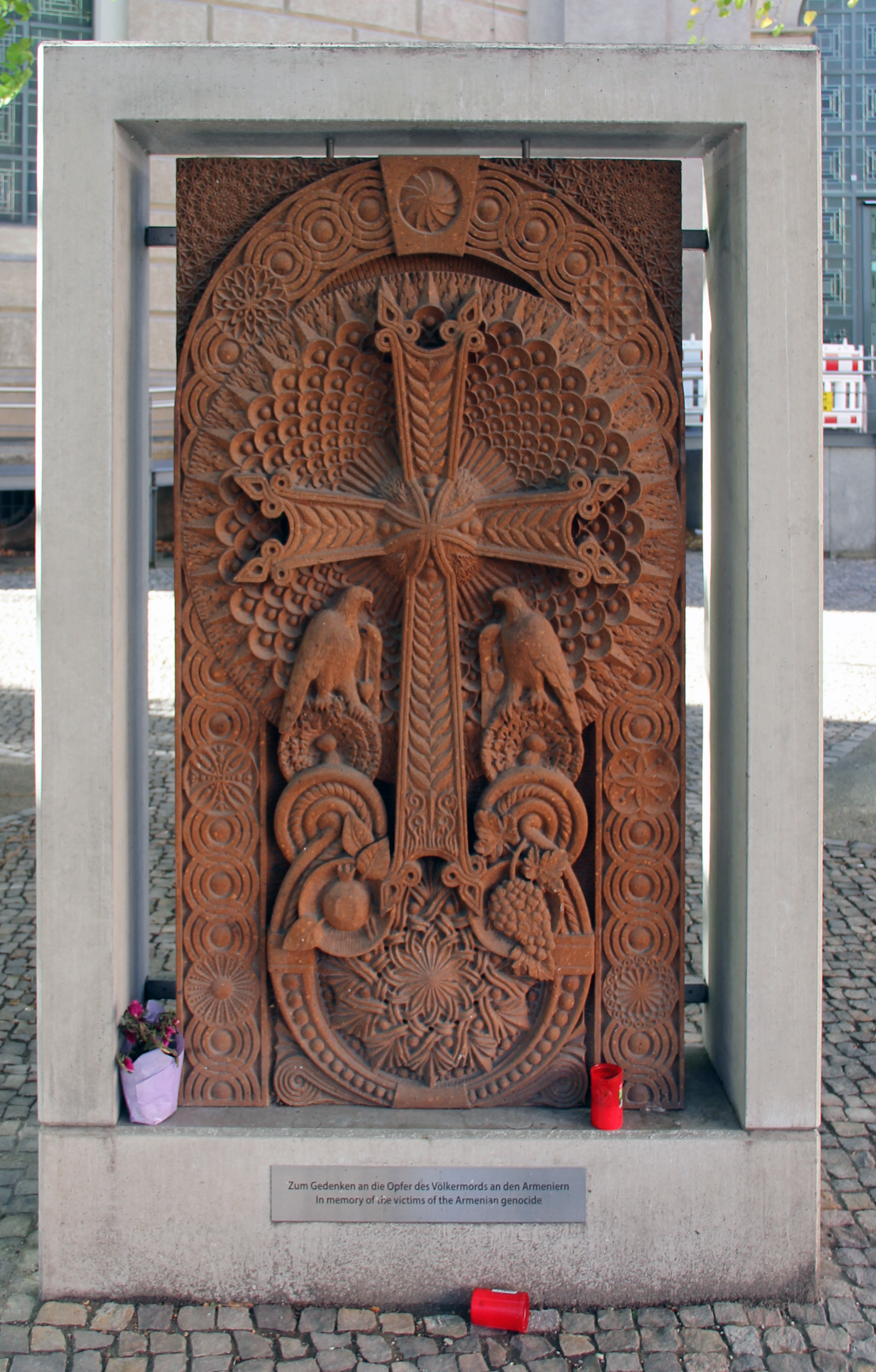
Chatschkar in Berlin-Mitte

### Zweck und Einsatz
Chatschkare wurden als Sinnbilder für Erlösung und Kreuzigung geschaffen, als Geschenke für Klöster und um das Christentum zu verbreiten. Es gibt Chatschkare, die an militärische Siege erinnern, historisch wichtige Ereignisse festhalten oder an die Fertigstellung von Brunnen, Brücken und anderen Bauwerken erinnern.
Viele Chatschkare wurden zur Errettung der Seele errichtet. Mit anderen sollte einer unerfüllten Liebe gedacht werden oder auch Schutz vor Naturkatastrophen erbeten werden.
Der Ort mit der größten Ansammlung von Chatschkaren in Armenien ist heute ein Friedhof mit rund 900 Chatschkaren aus verschiedenen Perioden und verschiedener Arten, das Chatschkarenfeld in Noratus am westlichen Ufer des Sewansees. Bis zur Zerstörung war der Friedhof von Culfa in Nachitschewan (einer autonomen Republik in Aserbaidschan) die größte Ansammlung.

### Historische Belege
Chatschkare sind heute wichtig wegen ihrer Inschriften, die oft Stifter, Steinmetze und Ereignisse nennen. Sie sind damit Dokumente der Geschichte der Armenier.

### Systematische Zerstörung von Chatschkaren in Aserbaidschan
Im Dezember 2005 erschienen Berichte, die zum wiederholten Male die systematische Zerstörung der Kunstwerke durch aserbaidschanische Soldaten belegten. Der Umfang der Beschädigungen und der Zerstörung gilt als unermesslich. Die Zerstörungsaktion zeuge vom Fehlen jeglichen Respekts vor dem Kulturerbe anderer Völker, sie wird von supranationalen Behörden als "similar to the Taliban's demolition of the Bamiyan Buddhas in Afghanistan" (s. "The Independent", 30. Mai 2006) bewertet und gefährdet in hohem Maße Aserbaidschans Annäherungsversuche an die Europäische Union.